# Amelia Martí
Amelia Martí del Moral (Granada, siglo XX) es una farmacéutica, investigadora y catedrática española de Fisiología en la Universidad de Navarra.

## Biografía
Nacida en Granada. Su padre fue Magistrado del Tribunal Supremo de España. Tras licenciarse en Farmacia en la Universidad de Granada (como su madre y su abuela: Amelia Ibáñez de Iznalloz, realizó el doctorado en la Universidad de Navarra (1992), con premio extraordinario.
Posteriormente completó su formación universitaria con estancias en diversas instituciones docentes estadounideneses y europeas: Unidad de Nutrición de la Escuela de Medicina de Baylor (Houston, USA), Unidad de Diabetes de Escuela de Medicina de Harvard (Boston, USA), Unidad de regulación genética del peso corporal de la Universidad de Marburgo (Alemania) y en el laboratorio de Nutrigenómica de la Universidad de Tufts (Boston, USA).
Es coinvestigadora principal del grupo del CIBER de Fisiopatología de la Obesidad y Nutrición del Instituto de Salud Carlos III y directora de GENOI (Grupo de Estudio Navarro de la Obesidad Infantil). Además, ha sido miembro del Comité Científico del Instituto de Ciencias de la Alimentación de la Universidad de Navarra y de la Comisión de Formación Continuada de las profesiones sanitarias de la Comunidad Foral de Navarra.
A lo largo de su trayectoria académica e investigadora ha sido: vicedecana de la Facultad de Farmacia y Nutrición de la Universidad de Navarra; vocal de alimentación del Colegio Oficial de Farmacéuticos de Navarra. Trabajó en el Comité Científico de la Vocalía de Alimentación Consejo General de Colegios Farmacéuticos y en la Agencia Española de Consumo, Seguridad Alimentaria y Nutrición (AECOSAN).
Desde 2014 es Catedrática de Fisiología en la Universidad de Navarra, acreditada por la ANECA.

## Publicaciones
Es autora de las monografías:
- "Obesity. Oxidative Stress and Dietary Antioxidants", London: Academic Press, 2018, XIII, 289 p., ISBN 9780128125045
- "Telomeres, diet, and human disease: advances and therapeutic opportunities", Boca Raton, FL: CRC Press, 2018, VI, 178 p. ISBN 9781498750912
- "¿Sabemos realmente qué comemos?: alimentos transgénicos, ecológicos y funcionales", Pamplona: Eunsa, 2005, 158 p., ISBN 8431323256

## Academias y Asociaciones a las que pertenece
- Académica de número de la Academia de Farmacia del Reino de Aragón (2021)[8]
- Académica correspondiente de la Real Academia Nacional de Farmacia (2021)[7]

## Premios y distinciones
Entre otros, ha recibido los siguientes premios:
- Premio Be Alsajara a la Excelencia (2017), otorgado por el Colegio Mayor Alsajara - Universidad de Granada.[9]
- Premio a la mejor tesis en obesidad (2016)
- Premio Estrategia NAOS por un proyecto de investigación en adolescentes obesos (2009)
- Medalla de Plata de la Sociedad Británica de Nutrición, por su trayectoria investigadora (2007)
- Premio Merck & Daphne, otorgado por la Academia Iberoamericana de Farmacia (2007)[10]